# Protobothrops jerdonii
Espèce
Synonymes
- Trimeresurus jerdonii Günther, 1875
- Trimeresurus xanthomelas Günther, 1889
- Lachesis melli Vogt, 1922
- Trimeresurus jerdonii xanthomelas Günther, 1889
- Trimeresurus jerdonii meridionalis Bourret, 1935
- Protobothrops jerdonii meridionalis Bourret, 1935
- Trimeresurus jerdonii bourreti Klemmer, 1963

Statut de conservation UICN

 LC  : Préoccupation mineure
Protobothrops jerdonii est une espèce de serpents de la famille des Viperidae.

## Répartition
Cette espèce se rencontre :
- en Inde ;
- au Népal ;
- dans le nord du Viêt Nam ;
- dans le sud de la République populaire de Chine ;

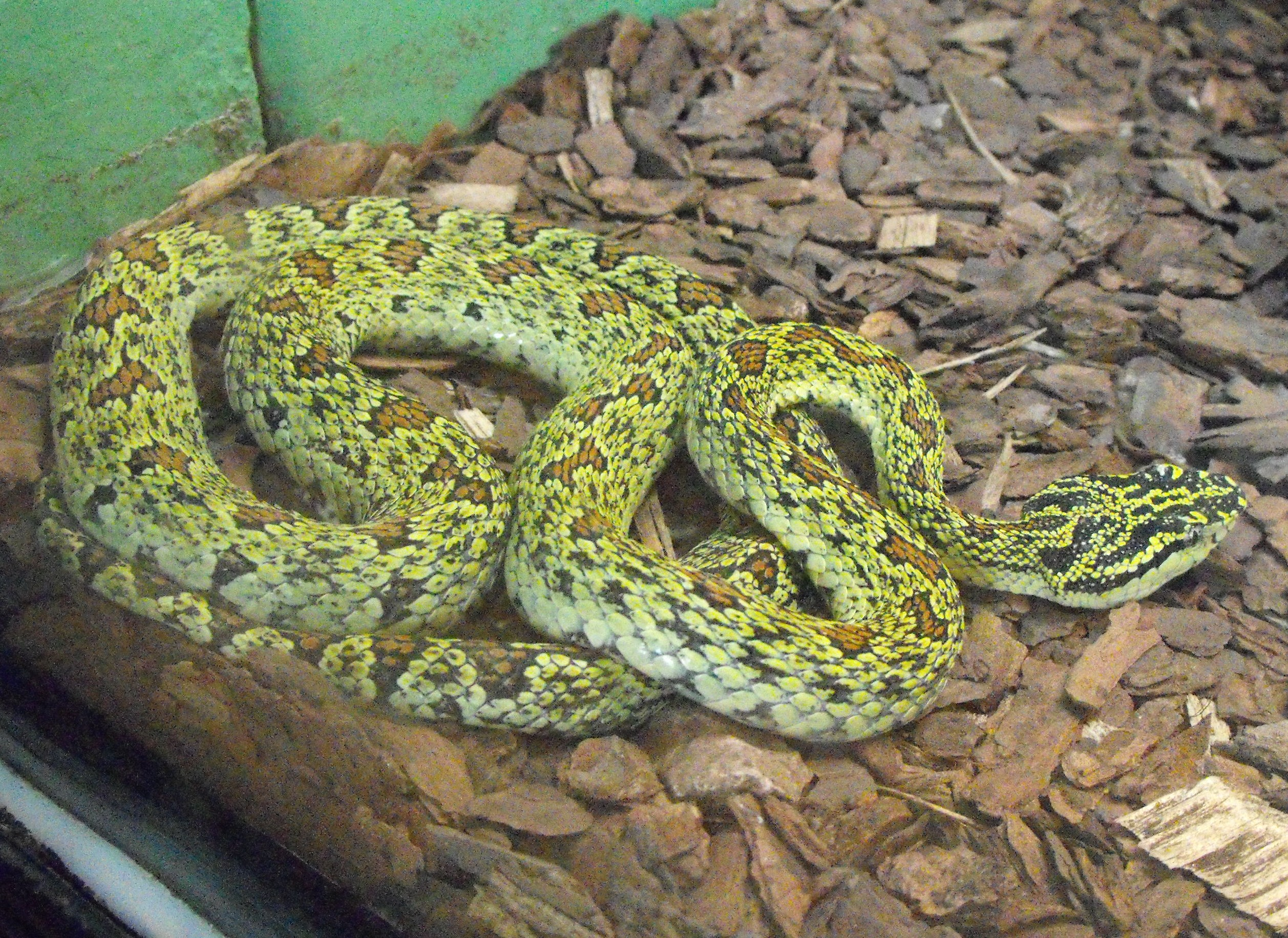
Protobothrops jerdonii

- en Birmanie.

## Description
C'est un serpent venimeux vivipare.

## Liste des sous-espèces
Selon The Reptile Database (19 février 2014) :
- Protobothrops jerdonii jerdonii (Günther, 1875)
- Protobothrops jerdonii bourreti (Klemmer, 1963)
- Protobothrops jerdonii xanthomelas (Günther, 1889)

## Étymologie
Cette espèce est nommée en l'honneur du naturaliste britannique Thomas Caverhill Jerdon (1811-1872). La sous-espèce Protobothrops jerdonii bourreti est nommée en l'honneur du naturaliste britannique René-Léon Bourret.

## Publications originales
- Günther, 1875 : Second Report on Collections of Indian Reptiles obtained by the British Museum. Proceedings of the Zoological Society of London, vol. 1875, p. 224-234 (texte intégral).
- Günther, 1889 : Third contribution to our knowledge of reptiles and fishes from the upper Yangtze-Kiang. Annals and Magazine of Natural History, sér. 6, vol. 4, p. 218-229 (texte intégral).
- Klemmer, 1963 : Liste der rezenten Giftschlangen: Elapidae, Hydropheidae, Viperidae und Crotalidae in Elwert, 1963 : Die Giftschlangen der Erde. p. 255-464.